# ナデシコクラブ
『ナデシコクラブ』は、サカモトミクによる少女漫画作品。『花とゆめ』2000年6号から単発連載されており、『ザ花とゆめ』2003年6/1号をもって連載を終了した。白泉社から発刊された単行本は全7巻。2003年にはドラマCDも発売された。

## 概要
- サカモトミクの初連載作品である
- 当初は読みきりの予定であったが、好評だったため花とゆめでは単発連載として連載が続き、最終的には7巻まで発刊された。
- 実質的な本編は6巻で終了しており、7巻は玲央以外のサイドストーリーとなっている。

## あらすじ
木本玲央は高校入学早々に彼氏ができ、順風満帆な日々を送っていたが、ある日突然「女らしいことができない」という理由で別れを告げられてしまう。負けず嫌いな玲央は家事全般を克服したら考え直すという彼の言葉を受け、家庭部に飛び込むが、そこは「文化部の中の運動部」と言われるほど厳しく、玲央には鬼のような特訓が待っていた。

## 登場人物
木本 玲央（きもと れお）
本編の主人公。一転集中型ですぐまわりが見えなくなる、家事オンチの本郷高校1年生。当初は元彼・周平とヨリを戻すことを目的に家庭部に体験入部し、鬼のような特訓を受けるが、更なるステップアップを目指して正式に入部。入部後は他の登場人物と違い、特に担当分野はなく、オールマイティーに家事をこなしているようである。何かと世話を焼いてくれる葉を意識するように。161cm。
杁中 葉（いりなか よう）
家庭部料理担当。本郷高校1年生。小学生のころに母を亡くし、男所帯に育った。父と兄よりも素質があったことに加え、爽一郎の母らのサポートもあり、料理はプロ級の腕前に（実は母の死後に塞ぎこんでいた葉が料理を覚えるきっかけとなったのは玲央の母だった）。ただし、料理以外の家事は一切できない。爽一郎らとは、兄の紅の影響で幼いころから仲が良く、高校入学と同時にほぼ強制的に家庭部に入部させられ、下僕扱いを受ける。中学時代は美月と付き合っていたが、ある事情で破局。体験入部中の玲央の笑顔に一目惚れし、なかなか思いは伝わらなかったが、のちに玲央と付き合うことに。181cm。
清涼 爽一郎（せいりょう そういちろう）　
家庭部部長で礼儀作法担当。実家は裕福な旧家で母は茶道の先生。外見ばかりに気遣い家事の一切に目を向けない女子生徒を大和撫子に育てることを渇望。勉強もでき、紅のいる啓明高校進学も可能だったが、女子がいないという理由で本郷高校に入学。入学当初、家庭部に誰も部員がいなかったことから、望、亘と共に新生家庭部を設立。生徒会長を兼任しているため、実質的な部長の仕事は特にしていない。爽やかなルックスとは裏腹に、空手もたしなんでいるため、けんかも強く、物言いも厳しいが、あくまで善の姿勢を崩さない。176cm。
花菱 望（はなびし のぞむ）
家庭部副部長で裁縫担当。容姿端麗で、幼少期はモデルをしていたこともあり、ファッションに興味を持つ。著名なデザインコンクールで入賞するほどの腕前。いつも違う女を連れている。キラキラオーラの金髪がトレードマーク。他のキャラクターに比べると表情は乏しく、無気力で眠そう。自己中心的な性格で面倒なことは大嫌いだが、針を持たせればおとなしく従う。優芽からは「のんちゃん」と呼ばれる。173cm。
九重 亘（ここのえ わたる）
家庭部掃除・洗濯担当。実家は「九重クリーニング」というクリーニング店を営んでいるため、掃除洗濯はプロ級。店番もよくする。小柄で身軽だが大食いで、味にはうるさい。バンドのドラムも務め、特に練習中の差し入れが不味いと暴れる。ドラムスティックや機材を頻繁に壊すため、よくバンドを追い出される。ツンツン頭がトレードマーク。本郷高校2年生。165cm。
杁中 紅（いりなか こう）
葉の兄。県内有数の進学校、啓明高校（男子校）の2年生でサッカー部部長兼生徒会長。容姿は葉にそっくりで、玲央にサッカー部の臨時マネージャーを依頼しに本郷高校を訪れた際には、女子生徒に「杁中（葉）くんを強くした感じ」と言われた。背が高く目立つ。多少ズレた言動や行動が多く、何かと家庭部に入り浸るが、大変弟思いで、玲央と葉の仲を取り持ったりする。幼いころから一緒に育った爽一郎たちと別の高校を選んだ理由は、「家族を楽させる最短距離を選んだ」ため。188cm。
森 優芽（もり ゆめ）
爽一郎の隣に住んでいる中学生。幼いころから爽一郎に幼馴染以上の感情を持っている。のちに本郷高校に入学、家庭部に入部し、爽一郎の気を引こうと努力するが、なかなか実を結ばない。152cm。
大島 美月（おおしま みづき）
葉の元彼女で優芽の親友。父親が大企業の社長で裕福なため、葉と交際していたころは何かにつけプレゼントとして貢いでいた（米俵など）。のちに優芽と共に本郷高校に入学し、葉に再びアプローチするため家庭部に仮入部して玲央に敵対心をあらわにする。家庭部退部後はチア部に入部する。
杉浦 晶奈（すぎうら あきな）　
玲央の友人。本郷高校1年生。当初は名前が決まっていなかったが、読者からの投票によって決まった。
山川 茜（やまかわ あかね）　
玲央の友人。本郷高校1年生。当初は名前が決まっていなかったが、読者からの投票によって決まった。
平野 周平（ひらの しゅうへい）
玲央の元彼氏。「女らしいことができない」ことを理由に玲央を振り、家事全般を身につければ考え直すと言うが、実は玲央と別れた直後に新しい彼女を作っていた。そのことが家庭部の面々に知れ、校門前で拷問を受けることに。
辻 みのり（つじ みのり）
本郷高校2年生。1年生のころ望に一目惚れし、家庭部に仮入部するが、あまりの入部希望者の多さにやっつけ仕事になっていた望に才能がないと一蹴され、「一矢報いるため」に家庭部に入部希望、各分野をソツなくこなし、入部が認められるが、親の仕事の関係でアメリカに発つことに。その後も望とは連絡を取り合っているようである。外見のイメージは須藤理彩。160cm。
塩田 雅浩（しおた まさひろ）
本郷高校生徒会副会長。自由奔放な爽一郎に振り回されたりする。当初は名前がなかったが、読者からの投票によって決まった。

## 書誌情報
- サカモトミク 『ナデシコクラブ』 白泉社〈花とゆめコミックス〉、全7巻
  1. 2001年5月18日発売、ISBN 4-592-17782-7
  2. 2001年9月19日発売、ISBN 4-592-17258-2
    - 「撃て!!」（『花とゆめプラチナ増刊』1997年12/15号掲載）を併録。

  3. 2002年3月19日発売、ISBN 4-592-17259-0
  4. 2002年10月18日発売、ISBN 4-592-17635-9
  5. 2003年3月19日発売、ISBN 4-592-17636-7
    - 「アン・バランス」（『ザ花とゆめ』1999年10/1号掲載）を併録。

  6. 2003年7月18日発売、ISBN 4-592-17637-5
  7. 2003年10月17日発売、ISBN 4-592-17638-3
    - 「私設芝浦少年団」（『花とゆめステップ増刊』1999年2/15号掲載）を併録。

## ドラマCD
2003年4月25日に白泉社より発売。

### キャスト
- 木本玲央：浅野真澄
- 杁中葉：田中伸幸
- 清涼爽一郎：櫻井孝宏
- 花菱望：保志総一朗
- 九重亘：吉野裕行
- 杁中紅：緑川光
- 森優芽：仲西環
- 杉浦晶奈：那須めぐみ
- 山川茜：植田佳奈

他